# 생명의 길

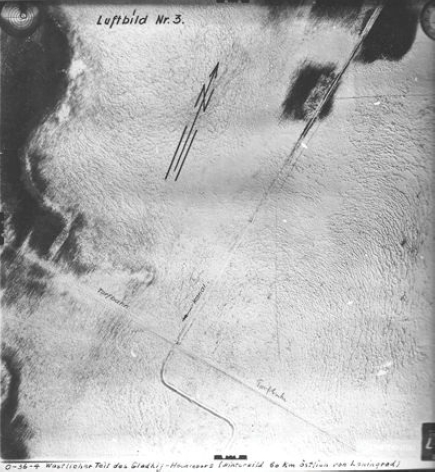
레닌그라드 동쪽 60 km 지점의 얼음 도로 일부에 대한 독일 공군 항공 정찰 사진

생명의 길(러시아어: Доро́га жи́зни doroga zhizni[*])은 제2차 세계 대전 당시 라도가호를 가로질러 레닌그라드로 이어지는 일련의 아이스 로드 수송 경로였다. 이 길은 독일 북부집단군의 빌헬름 폰 레프 원수 휘하 부대가 도시를 포위하는 동안 도시로 통하는 유일한 소련의 겨울 지상 경로였다.
이 경로는 1941년~1942년 겨울과 1942년~1943년 겨울에 운영되었다. 건설 및 운영은 독일군의 포격과 공중 폭격 속에서 이루어졌다. 1943년 1월, 소련의 이스크라 작전으로 포위가 뚫렸고, 얼음 도로는 남은 겨울 동안 육상 경로와 함께 사용되었다.
이 경로는 레닌그라드 주머니 안에서 생명과 저항을 유지하는 데 필요한 보급품을 운반하고, 비전투원, 부상자, 산업 장비를 대피시켰다. 포위 기간 동안 130만 명이 넘는 사람들, 주로 여성과 어린이들이 이 도로를 통해 대피했다.
생명의 길은 현재 세계유산이다.

## 역사

### 봉쇄 형성
1941년 9월 8일, 북부집단군은 레닌그라드 동쪽 라도가호 기슭의 실리셀부르크를 점령하고 레닌그라드로 통하는 모든 육상 경로를 장악했다. 이는 8월 29일 실리셀부르크 남쪽 므가(Mga)를 점령하여 도시를 소련 철도망으로부터 단절시킨 후였다. 소련군은 라도가호와 항공을 통한 수송에 의존하게 되었고, 전략 산업 및 인력의 대피, 레닌그라드에서 탄약의 선적은 계속되었다.
10월 16일, 독일군은 티흐빈과 그곳을 통과하는 모스크바에서 라도가호로 이어지는 마지막 소련 철도에 대한 공세를 시작했다. 철도 절단은 레닌그라드의 함락을 재촉했다. 이반 페듀닌스키 장군 휘하의 소련 레닌그라드 전선군은 10월 20일 실리셀부르크 회랑을 재탈환하고 포위를 뚫기 위해 시냐비노 방면으로 공세를 시작했다. 이 공세는 큰 성과를 거두지 못했고, 독일군의 공격이 심화되자 10월 28일 취소되었다. 11월 8일, 독일군은 티흐빈을 점령하고 볼호프 외곽에 도달했다. 철도 절단은 일시적이었다. 지쳐버린 독일군은 악화되는 날씨와 증가하는 소련의 압력에 맞서 돌출부를 유지할 수 없었다. 느린 소련의 반격은 11월 12일에 시작되었고, 12월 말까지 독일군은 티흐빈 공세 이전의 위치로 대부분 밀려났다.

### 1941년~1942년 겨울
| 월          | 질량 (톤)           | 질량 (톤)                 |
| 월          | 식량                | 식량을 포함한 모든 보급품 |
| ----------- | ------------------- | ------------------------- |
| 1941년 11월 | 1,500 (대부분 곡분) |                           |
| 1942년 1월  | 42,000              | 52,000                    |
| 1942년 2월  | 67,000              | 86,000                    |
| 1942년 3월  | 87,000              | 113,000                   |
| 1942년 4월  | 57,000              | 87,000                    |

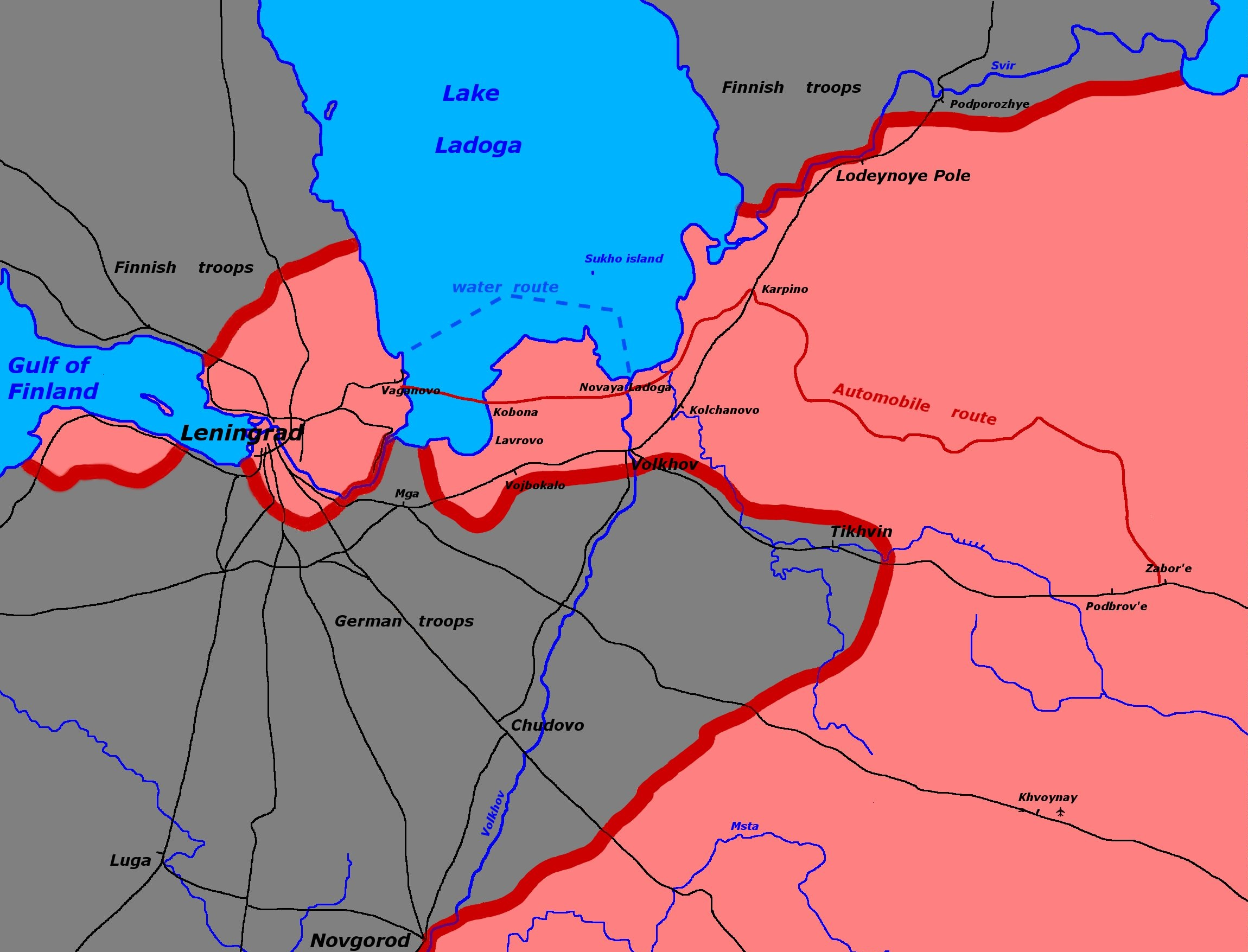
1941년 11월~12월의 생명의 길

1941년 11월~12월의 생명의 길

1941년 10월 말, 레닌그라드 전선군의 시냐비노 공세가 실패하고 독일군의 티흐빈 공세가 전개되면서 소련 스탑카는 레닌그라드 포위망 돌파에 비관적이었고 도시 고립 가능성에 깊이 우려했다. 레닌그라드 전선군이 봉쇄를 해제할 수 없게 되자, 스탑카는 호수가 얼기 전에 라도가호를 가로지르는 보급로 건설을 명령했다. 11월 19일, 레닌그라드 전선군은 실리셀부르크 만을 통해 코보나(Kobona)에서 바가노바(Vaganova)까지 27 to 32 km (17 to 20 mi)에 이르는 101번째 BAD(voenno-avtomobil'naia doroga, 또는 군용 차량 도로) 얼음 도로 건설을 명령했다. 두 번째로 더 긴 도로인 102번째 BAD는 독일군이 점령한 티흐빈을 북쪽에서 우회하기 위해 건설되었다. 코코레보(Kokkorevo)에서 클로치아(Kloch'ia) 섬을 거쳐 바가노바까지의 27 km (17 mi) 도로는 11월 18일에서 28일 사이에 건설되었고, 얼음이 두꺼워지면서 북쪽으로 더 많은 도로가 이어졌다. 얼음 도로의 확장과 수송 능력 증대는 1942년 4월 봄 해빙기까지 계속되었다.
첫 번째 보급품은 1941년 11월 19일 미하일 무로프 대위 휘하의 수송 연대가 마차 썰매를 이용해 도로를 통해 운반했다. 첫 트럭 – V. A. 포르추노프 소령 휘하의 60대 트럭 행렬 – 은 11월 22일 밤 서쪽 해안에 도착했다. 소련군은 트럭 가용성과 손실로 어려움을 겪었다. 얼음 위에서 트럭들은 눈더미에 박히거나, 운전자가 길을 잃어 버려지거나, 적의 포격으로 악화된 열악한 얼음 조건으로 인해 가라앉았다. 티흐빈 재탈환 전 가장 가까운 철도역인 자보례(Zaborye)에서 이어지는 열악한 숲길은 버려지거나 사용할 수 없는 차량에 자체적인 피해를 입혔다. 살리스버리에 따르면 한때 1300대 또는 3500대의 트럭이 운행 불능 상태였고, 총 1004대가 손실되었다.
첫 트럭 호송대가 도착한 날, 레닌그라드 관리들은 국가방위위원회(GKO)에 도로 지원을 요청했다. 이오시프 스탈린은 잠정적으로 승인했지만, 중요성을 제대로 인식하지 못해 제한적인 자원만 투입되었다. 레닌그라드 전선군은 얼음 도로를 통해 하루 1965톤의 보급품을 도시로 운반할 계획이었으나, 이는 초기에는 달성되지 못했다. 초기 몇 주간의 운영에서는 거의 성과가 없었다. 레닌그라드에서 조달할 수 있는 차량의 수가 제한적이었다. 11월 말의 혹독한 겨울과 11월 30일부터 시작된 갑작스러운 해빙으로 교통량이 감소했다. 보급 조직은 열악했다. 이에 따라 붉은 군대 후방 총사령관인 안드레이 흐룰료프는 12월 7일 레닌그라드 소련 공산당 서기인 안드레이 즈다노프에게 얼음 도로의 효율성을 높이도록 명령했고, 즈다노프와 알렉세이 쿠즈네초프가 보급 노력을 맡은 후 성능은 서서히 향상되었다. 소련의 전략 또한 방해가 되었다. 소련군은 12월 8일 티흐빈 재탈환과 철도 재개가 단기적으로 붉은 군대가 포위망을 뚫을 수 있도록 허용할 것이라고 기대했고, 이로 인해 12월 8일 도로 통행이 중단되고 12월 12일 공식적으로 운영이 중단되었을 수 있다.
교통은 12월 말에 재개되었다. 이때쯤 철도 종점은 실리셀부르크 만 근처의 보이보칼로(Voibokalo)였다. 12월 말까지 얼음은 1 미터 (3 ft) 두께였고 30 센티미터 (12 in)의 눈으로 덮여 있었으며, 무제한 사용과 중장비 차량을 지탱할 수 있었다. 12월 23일, 전달된 양은 786톤으로 도시의 일일 소비량을 처음으로 초과했다. 국가 지원은 1942년 1월에 도착하기 시작했다. GKO는 1월 19일 알렉세이 코시긴을 레닌그라드로 보내 도로 운영을 개선하도록 했다. 코시긴은 1월 21일 50만 명의 민간인 대피 지원을 요청했다. 이 요청은 다음 날 스탈린에 의해 승인되었고 도로에 훨씬 더 많은 지원이 이루어졌다. 하루에 도로당 더 많은 호송대를 운행함으로써 처리량이 증가했고, 이는 운전자들에게 큰 압력을 가했다. 그 결과, 처리량은 마침내 1942년 1월 18일에 전선군의 목표를 달성했으며, 1월 하반기에도 계속 증가했다. 추가 개선은 보이보칼로에서 코보나(Kobona)와 코사(Kosa)의 호수 가장자리까지 철도를 연장함으로써 이루어졌다. GKO는 1월 11일 연장을 명령했으며, 각각 2월 20일과 3월 6일에 서비스가 개시되었다. 마지막 3주 동안 도로는 1941년 11월과 12월에 운반했던 것보다 4.5배 더 많은 보급품을 전달했다.
식량 운송은 12월 말부터 일련의 배급량 증대를 가능하게 했고, 1942년 2월까지 레닌그라드 포위 구역의 민간인들은 소련 다른 지역과 비슷한 배급량을 받았다. 얼음 도로가 녹았을 때, 1월 중순부터 재건된 비축량은 호수 선박 운행이 재개될 때까지 충분했다.
1942년 봄의 다른 보급품들은 공장 생산과 도시 운송을 부분적으로 부활시켰다. 연료는 1월에 고갈되었다.
인력과 물품은 도로를 통해 포위 지역 밖으로 대피되었다. 산업 대피는 스탈린의 명령에 따라 도로가 개통되었을 때 우선 순위가 주어졌다. 레닌그라드는 최대한 민간인을 대피시키도록 남겨졌다. 12월 6일부터 1월 22일 사이에 트럭 운전자에게 뇌물을 주거나 불법적으로 걸어서 이동한 알려지지 않은 사람들을 제외하고는 36,118명의 대피자만이 호수를 건너 포위 지역 밖으로 나갔다. 대규모 민간인 대피 – 주로 여성, 어린이, 허약자 등 일할 수 없는 사람들 – 은 GKO가 대규모 자원과 차량을 할당한 1942년 1월 말에야 시작되었다. 1월 22일부터 4월 15일까지 554,186명의 민간인이 대피했다. 35,000명의 부상병도 대피했다. 86개 공장 및 공장과 일부 미술품 및 박물관 소장품의 산업 장비는 1941년 12월부터 대피되었으며, 3,677대의 철도 차량 중 20%가 얼음 도로를 통해 운송되었다.
교통량은 3월부터 봄 해빙이 시작되면서 점차 줄어들었다. 그 달 독일군은 얼음 도로에 대한 공습을 강화했으며, 일부 날에는 24시간 공격을 감행했다. 얼음 도로는 4월 21일에 운행 중단이 선언되었다. 64톤의 봄 양파 마지막 선적이 4월 23일~24일에 이루어졌고, 차량 통행은 다음 날 종료되었다. 총 356,000톤의 보급품이 운송되었는데, 여기에는 271,000톤의 식량, 32,000톤의 군수품, 37,000톤의 연료가 포함되었다.

### 에너지 기반 시설
1942년 4월 2일, 아나스타스 미코얀과 함께 모스크바 크렘린에서 열린 회의에서 라도가호 지하를 통과하는 레닌그라드 송유관 건설 계획이 승인되었다. 파이프는 도시의 이조르스크(Izhorsk) 공장에서 조달되었다. 국가방위위원회는 4월 25일 붉은 군대에 파이프라인 건설을 명령했고, 6월 18일 가동에 들어갔다. 이 파이프라인은 35 km (22 mi) 길이였고 12 m (39 ft) 깊이였으며, 하루 295톤의 연료를 공급했다.
도시는 1942년 9월부터 볼호프(Volkhov) 발전소에서 수중 케이블을 통해 전기를 공급받기 시작했다.

### 1942년~1943년 겨울
소련군은 1942년~1943년 겨울을 위해 새로운 얼음 도로를 건설했다. 1942년~1943년 겨울은 지난 겨울보다 온화했다. 호수가 늦게 얼고 일찍 녹았기 때문에 도로 사용 가능 기간이 더 짧았다. 도로는 12월 19일에 개통되었고, 다음 날 첫 호송대가 건너갔다. 트럭당 제한된 적재량을 보충하기 위해 더 긴 트럭 행렬이 사용되었다. 해빙으로 인해 도로는 1월 9일부터 12일까지 폐쇄되었고, 마침내 3월 30일에 폐쇄되었다. 도로는 12월 20일부터 3월 30일까지 101일 동안 사용 가능했으며, 이 중 대규모 트럭 이동에 적합한 날은 97일뿐이었다. 트럭은 주로 식량과 탄약을 포함하여 210,000톤의 보급품을 운반했으며, 20만 명 이상의 인력과 대피자가 도로를 통해 이동했다.
소련군은 얼음 위에 철도 건설도 시작했다. 1월 중순까지 호수 서쪽 가장자리에 15 km (9 mi)의 선로가 완성되었다.
소련군은 1943년 1월 이스크라 작전을 개시하여 실리셀부르크 회랑을 탈환했다. 호수 철도 건설은 중단되었다. 실리셀부르크에서 폴리아나까지 재탈환된 육상 경로를 통과하는 철도는 1월 21일 건설을 시작하여 2월 6일 개통되었고, 도시의 주요 보급로가 되었다. 얼음 도로는 겨울 내내 철도의 신뢰할 수 있는 대안으로 계속 운영되었다. 실리셀부르크 회랑을 재탈환함으로써 독일군 포병이 얼음 도로를 포격하는 것을 막을 수 있었지만, 효과 없는 공습은 계속되었다. 새로운 철도는 독일군의 심한 포격을 받아 자주 수리가 필요했다.

## 건설과 유지 관리
길이 219 km (136 mi), 너비 138 km (86 mi)의 라도가호(고대에는 네보 호수라고 불림)는 유럽에서 가장 큰 호수 중 하나이다. 그 크기와 예측할 수 없는 날씨 조건 때문에 많은 이들이 호수 양쪽을 연결하는 아이스 로드 건설이 불가능할 것이라고 추측했다.
러시아인들은 아이스 로드 건설에 대한 이전 역사적 경험이 있었지만 (제1차 세계 대전 중 무르만스크 근처 콜라강 위에, 그리고 시베리아 횡단 철도 건설 중 바이칼호 일부 위에 얼음 철도가 놓여졌다), 그들의 이전 노력 중 라도가 보급로만큼 복잡하거나 긴급한 것은 없었다. 겨울에도 이 지역의 변덕스러운 바람은 불과 몇 시간 안에 호수 수위를 four 피트 (1.2 m)까지 올리거나 내릴 수 있었다. 제안된 48 km (30 mi) 경로가 구조적으로 견고하도록 엔지니어 팀이 신속하게 구성되었다. 한 레닌그라드 과학자는 다음과 같이 언급했다.
"−5 °C (23 °F)에서 4 인치 (10 cm)의 얼음이 64시간 안에 형성되었다. −10 °C (14 °F)에서 4인치는 34시간 안에, −15 °C (5 °F)에서 4인치는 23시간 안에 형성되었다. 1피트(30cm) 두께의 얼음은 23 °F (−5 °C)에서 24일 만에 깔릴 것이었다. 5 °F (−15 °C)에서 1피트의 얼음을 만드는 데 8일이 걸릴 것이었다."
또한:
- 화물 없는 말을 지탱하려면 최소 10 cm (4 in)의 얼음이 필요했다.[14]
- 1톤의 화물을 실은 말 썰매를 지탱하려면 최소 18 cm (7 in)의 얼음이 필요했다.[14]
- 1톤의 화물을 운반하는 트럭을 지탱하려면 최소 20 cm (8 in)의 얼음이 필요했다.[14]

경로를 따라 대량 수송을 지원하는 데는 얼음 30 cm (1 ft)만 필요했지만, 실제 얼음 두께는 일반적으로 90–150 cm (3–5 ft) 사이였으며, 이는 거의 모든 작업에 충분한 밀도였다.
건설은 악천후, 변화무쌍하고 위험한 얼음 조건, 그리고 위장 및 대공 방어가 필요한 독일군의 포격과 공중 폭격 속에서 진행되었다. 도로는 24시간 양방향 전천후 운행을 위해 구성되었다.
일단 경로가 확인되고 안정성이 시험되면, 더 큰 제설기와 눈 조각 기계가 얼음 도로를 넓히고 자동차 운송에 더 적합하게 만들기 위해 사용되었다. 1941년~1942년 겨울 동안 건설된 1,770 km (1,100 mi)의 도로 중 1,650 km (1,030 mi)는 반복적인 눈 제거 작업이 필요했다. 1942년 2월까지 경로 양쪽의 거대한 눈더미는 거대한 얼음 벽으로 변모하여 운송 수단을 호수의 거친 바람으로부터 보호했다. 봄에 얼음이 녹으면서 얼음 도로는 녹아내렸고, 거대한 호수를 가로질러 물품을 계속 운반하는 선단 시스템으로 대체되었다.
얼음이 굳어지자마자 생명의 길은 1942년 12월에 다시 재건되었다. 1943년 2월부터 이 도로는 육상 회랑으로 대체되었지만, 얼음 교통은 3월 30일까지 계속되었다.

## 운영
1941년~1942년 겨울에 도로가 개통되자, 레닌그라드 전선군은 얼음 위에 도로 안내원, 통신 지점, 도로 서비스 사령관 초소, 의료 및 구조 서비스 지점, 급식 지점, 전투 보안 초소 등을 포함한 정교한 조직을 배치하여 교통을 관리하고 지원했다.
레닌그라드 전선군 도로 사령부 서비스는 얼음 도로를 따라 교통 통제소를 유지했다. 교통 통제관은 차량 이동을 통제하고, 얼음 상태를 감시하고, 소등 랜턴으로 경로를 표시하며, 운전자에게 앞의 장애물이나 사고를 경고했다. 통제관들은 도로 성공에 크게 기여했다. 초기에는 300 to 400 미터 (1,000 to 1,300 ft) 간격으로 20개의 초소가 있었다. 1942년 1월 1일에는 75개의 초소, 350명의 교통 통제관, 150~300개의 소등 랜턴이 있었다. 나중에 날씨가 안정되고 도로를 따라 높은 눈벽이 생기면서 통제가 더 쉬워졌고, 초소 간 간격이 1 to 2 km (0.6 to 1.2 mi)로 늘어났다.
소련군은 얼음 도로, 연결 육상 경로 및 기타 도로 관련 기반 시설을 방어했다.

## 포위전 이후
여름에 항해 가능한 시기가 시작되면서 라도가 군사 전단 덕분에 도시로의 운송은 계속되었다. 1943년 생명의 길은 이스크라 작전 중 레닌그라드에서 볼호프까지 점령된 좁은 경로에 깔린 철도인 승리의 길로 대체되었다. 현재 상트페테르부르크 내의 생명의 길은 종종 랴보프스코예 고속도로(Ryabovskoe Highway)로 불리지만, 프세볼로시스크 내에서는 생명의 길(Road of Life)이 공식 명칭이다.

## 기념비와 추모비

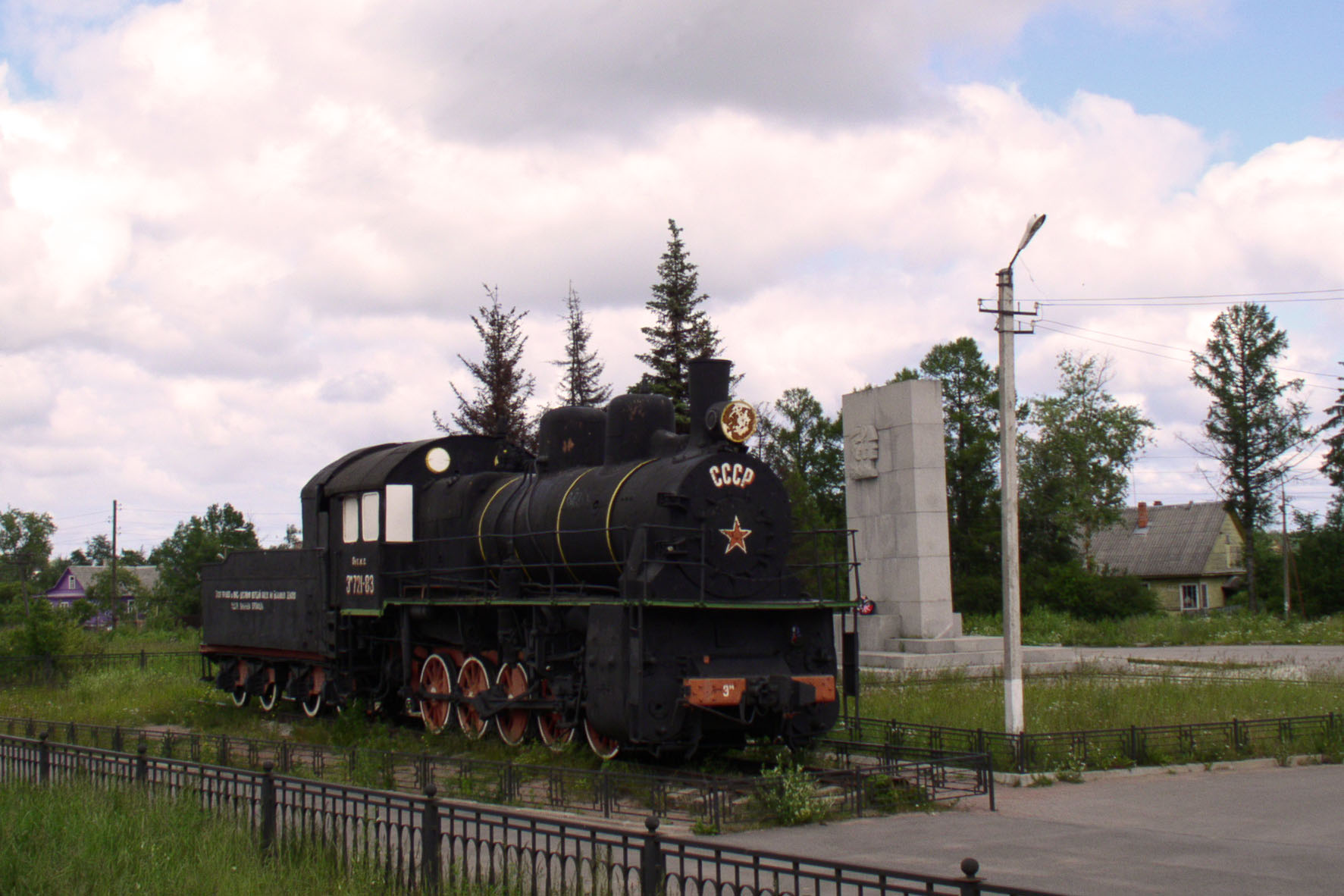
생명의 길 철도원을 기리기 위해 페트로크레포스트 역에 세워진 증기 기관차

생명의 길은 길을 따라 7개의 기념비와 46개의 기념 기둥, 그리고 철도를 따라 56개의 기념 기둥으로 기념된다. 이 모든 것은 영광의 녹색 벨트(Зелёный пояс славы)의 일부이다.
- 생명의 길 3km 지점에 있는 기념 단지 "생명의 꽃"(Цветок жизни)은 건축가 A. D. 레비옌코프와 P. I. 멜니코프가 1968년에 건립한 기념비와, 건축가 A. D. 레비옌코프와 G. G. 페티소프, 엔지니어 M. V. 코만(Koman)이 1975년에 건립한 8개의 석판(레닌그라드 여학생 타냐 사비체바의 일기 페이지를 나타냄)으로 구성되어 있다.
- 프세볼로시스크의 10km 지점에 있는 "룸볼로프스크 언덕"(Румболовская гора) 기념 단지는 건축가 P. F. 코즐로프와 V. N. 폴루힌이 건립했다. 생명과 영광을 상징하는 금속 참나무속과 월계수 잎, 그리고 시인 올가 베르골츠의 시가 새겨진 석판으로 구성되어 있다.
- 17km 지점, 코르네보(Kornevo) 마을 근처에 있는 "카튜샤"(Катюша) 기념비는 건축가 A. D. 레비옌코프, P. I. 멜니코프, L. V. 출케비치와 디자이너 G. I. 이바노프, L. V. 이쥬로프가 1966년에 건립했다.
- 핀랸츠키역 – 라도가호 철도선을 따라 56개의 기념 킬로미터 기둥이 있다. 건축가 M. N. 마이젤과 I. G. 야베인(Yavein)이 1970년에 건립했다.
- 상트페테르부르크 외곽의 르제프카(Rzhevka) 철도역에서 라도가호까지 이어지는 고속도로에 46개의 기념 킬로미터 기둥이 있다. 건축가 M. N. 마이젤이 1967년에 건립했다.
- 생명의 길에서 운행했던 증기 기관차로 구성된 기념비는 건축가 V. I. 쿠즈네초프에 의해 1974년 라도가호 역에 건립되었다.

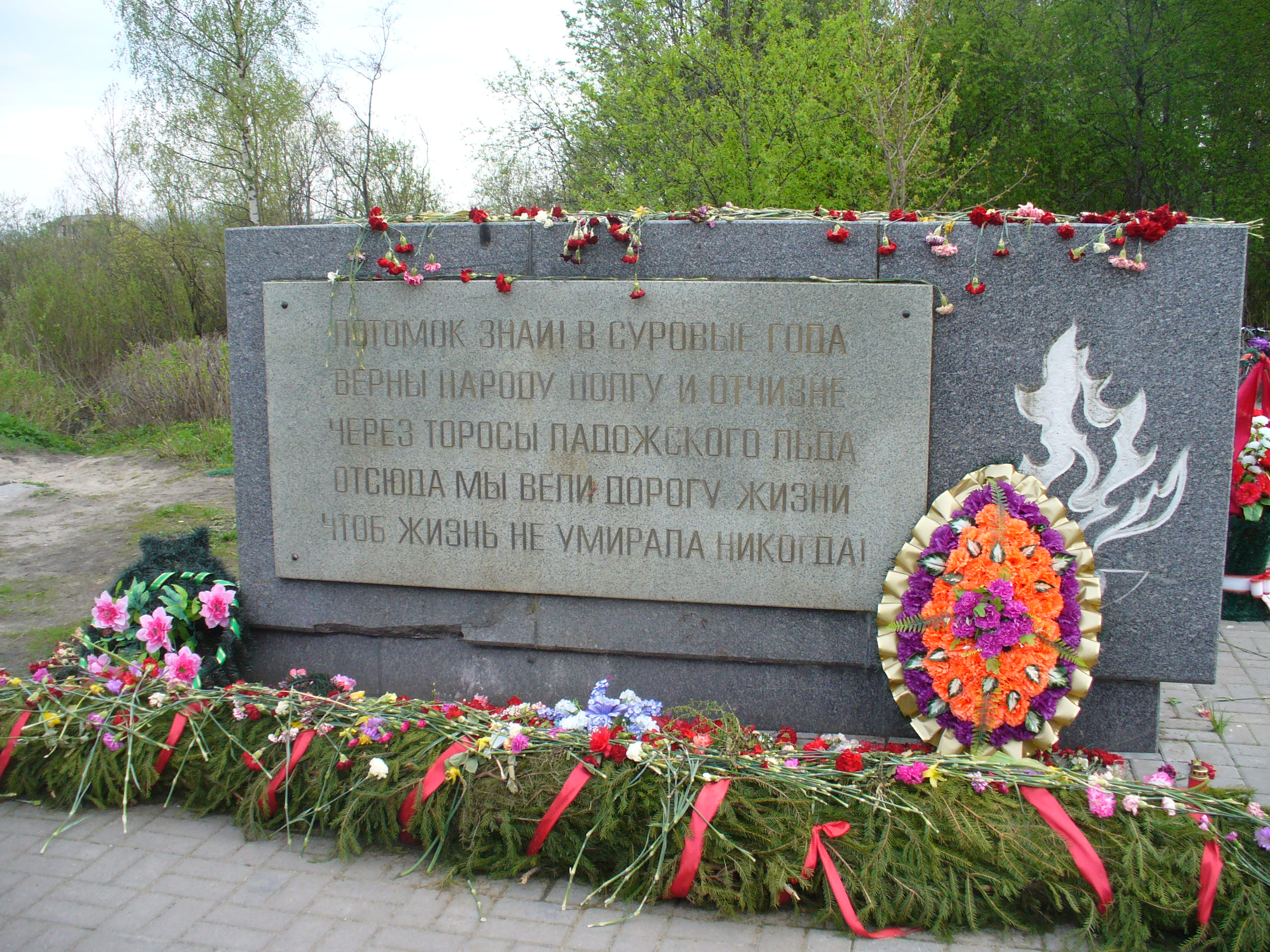
기념 요소 "부러진 원", 1966년

- 생명의 길 40km 지점, 코코레보(Kokkorevo) 마을 근처 라도가호 기슭에 있는 기념 단지 "부러진 원(러시아어판))"는 대공포 동상(1966년, 조각가 콘스탄틴 시문, 건축가 V. G. 필리포프, 엔지니어 I. A. 리빈)으로 구성되어 있다.
- 모로조바(Morozova) 소촌 근처에 있는 "횡단"(Переправа) 기념비는 병사-부교병을 기리는 기념비이다(1970년, 건축가 L. M. 드렉슬러, 엔지니어 E. N. 루츠코).
- 페트로크레포스트 철도역에 있는 "강철 길"(Стальной путь) 명판은 생명의 길의 영웅적인 철도 노동자를 기리는 기념비이다(1972년, 건축가 N. M. 마이젤, I. G. 야베인, 조각가 G. D. 글린만). 같은 장소에 기념 증기 기관차가 서 있다(1975년).
- 코보나(Kobona) 소촌에 있는 "코보나"(Кобона) 명판은 생명의 길을 기리는 기념비이다(1964년, 건축가 M. N. 마이젤, A. A. 야코블레프).
- 페트로자보츠크 고속도로 103km 지점, 보이보칼로(Voibokalo) 갈림길에 있는 기념 자동차 "전설적인 1.5톤"(Легендарная полуторка)은 1974년에 건립되었다(건축가 A. D. 레비옌코프, 화가 V. V. 포미옌코).
- 보이보칼로 철도역에 있는 "보이보칼로"(Войбокало) 명판은 생명의 길을 기념하는 명판이다(1975년, 건축가 S. S. 나토닌).

## 같이 보기
- 제2차 세계 대전의 북극해 호송대